# Arts and Crafts mozgalom
Az Arts and Crafts mozgalom (angolul: Arts and Crafts movement), magyarosan „Művészetek és Kézművesség” nevű újító mozgalom  a dekoratív és képzőművészet nemzetközi irányzata volt, amely legkorábban és legteljesebben a Brit-szigeteken fejlődött ki, majd elterjedt a Brit Birodalomban, valamint Európa és Amerika többi részén.

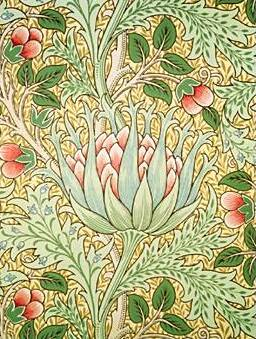
John Henry Dearle által a Morris cég számára tervezett tapéta, 1897 körül

Európában és Észak-Amerikában körülbelül 1880 és 1920 között virágzott. Ez volt a modern stílus gyökere, amit később szecessziós mozgalomnak neveztek, és amelyre erős hatással volt. Japánban az 1920-as években Mingei mozgalomként jelent meg. A hagyományos kézműves mesterséget jelentette, és gyakran használt középkori , romantikus vagy népi díszítési stílusokat. Támogatta a gazdasági és társadalmi reformokat, és iparellenes volt. Erőteljes befolyást gyakorolt az európai művészetekre egészen addig, amíg az 1930-as években kiszorította a modernizmus, de befolyása még sokáig megmaradt a kézművesek, tervezők és várostervezők körében.

## Főbb képviselői
A mozgalom legismertebb képviselői: William Morris, Charles Robert Ashbee, T. J. Cobden Sanderson, Walter Crane, Phoebe Anna Traquair, Charles Rennie Mackintosh, Christopher Dresser, Edwin Lutyens és a Preraffaelita iskola jeles képviselői. 

## 

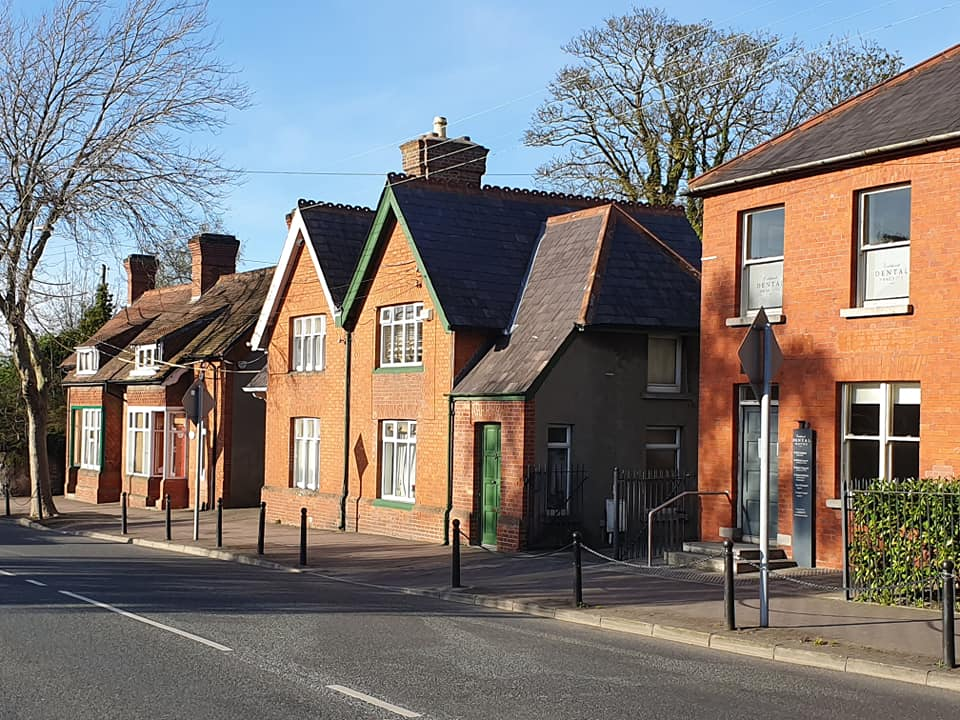
Tipikus brit Arts and Crafts házak Dublinban

Bár a mozgalom Nagy-Britanniában kora egyik legjelentősebb esztétikai irányzata volt a 19. század utolsó éveiben kifulladt. Mindemellett hatása a következő stílustörekvések kialakulására termékenyítően hatott.  Az Egyesült Államokban csak az 1910 és 1925 közötti periódus (átmeneti időszak az szecesszió és az Art déco között) belsőépítészetére használják.
Eredetileg John Ruskin írásai inspirálták, az 1880-1910-es években élte fénykorát Angliában és az Amerikai Egyesült Államokban. A mozgalom éreztette hatását az angol dekorművészeti, építész és kézműves körökben is. Többek szerint William Robinson és Gertrude Jekyll méltán híres kertjeinek tervein is fellelhető volt az újító irányzat néhány jellegzetes vonása. 
A mozgalom létrejötte a 19. század stíluskeresésének eredménye, mely eredeti és jelentésteli művek létrehozását propagálta, szemben a viktoriánus korszak eklektikus historizmusával és  az ipari forradalom során elterjedt gépi sorozatgyártással.  Mivel a mozgalom képviselői a gépeket minden rossz forrásának tekintették, és a hagyományos ámde időigényes kézi eljárások felé fordultak, nem nélkülözhették jómódú és művészetkedvelő patrónusok anyagi segítségét. Így (bár a művész saját személyisége nagyobb szerepet játszhatott az alkotások létrehozásában mint a historizáló stílus esetén) ez a stílus sem maradhatott spontán, szabad és befolyásmentes. A stíluson belül a következő tendenciák és behatások a legjellemzőbbek: visszanyúlnak egyes neogótikus, rusztikus stílusjegyekhez, ismétlődő minták és motívumok jelennek meg, és jellemzővé válik a megnyújtott, függőleges formák használata. Annak érdekében, hogy hangsúlyozzák a kézműves alkotásokban rejlő szépséget, némelyik művet szándékosan befejezetlen állapotban hagyták, így még erőteljesebb és rusztikusabb hatást értek el. A mozgalomnak voltak szentimentális szocialista „hangjai” is, akik elsősorban az ipari jellegű gépi sorozatgyártás előretörte után folyamatosan háttérbe szoruló kézműves alkotómunkából fakadó boldogság- és elégedettségérzésre hívták fel a figyelmet.